# Kugghjulsväxel

Kugghjulsväxel med evolventkugghjul.

Evolventkugg.

Kugghjulsväxel.

Kugghjulsväxel är en mekanisk växel med användning av kugghjul för att åstadkomma en ändring i rotationshastighet (varvtal), rotationsriktning och vridmoment mellan två eller fler roterande axlar. Speciella kugghjulsväxlar kan åstadkomma ändring av axialvinkel, vinkelväxel. Kugghjulsväxlar, som normalt brukar begränsas till typen växlar med cylindriska raka eller snedskurna kuggar, är ett av ingenjörsvetenskapens viktigaste maskinelement för att på ett enkelt sätt kunna överföra och omvandla mekanisk effekt till ett användbart varvtal och moment på utgående drivaxlar. Ett exempel på detta är omvandlingen av den avgivna effekten från en förbränningsmotor till för aktuell driftssituation lämpligt varvtal och moment på utgående drivhjul. Utan en flerstegad växel efter drivmotorn skulle det i praktiken inte vara möjligt att använda förbränningsmotorer som drivmotor i fordon.

## Utförande
Kugghjul med evolventprofil är den vanligaste utföringsformen där grundprincipen är att få kuggarna att rulla mot varandra utan glidning. Evolventen är den linje som ändpunkten på ett band upplindat på en cylinder beskriver när bandet avrullas och utgör kuggarnas profilkurva. Två samverkande kugghjul med evolventprofil kan beskrivas som att bandet avrullas från det ena hjulets grundcirkel samtidigt som det rullas upp på det andra hjulets grundcirkel, där grundcirkeln utgör kugghjulets innerdiameter.
Genom rullning blir förlusteffekten och slitaget mycket liten och reduceras ytterligare genom den bärande oljefilmen mellan kuggarna. Effektförlusterna i en kugghjulsväxel med god smörjning kan ansättas till c:a 1 % per utväxlingssteg enbart beroende av rullmotståndet och de friktionsförluster som uppstår genom viss glidning mellan kuggar. Till detta tillkommer effektförluster i lagringen. En modern kuggväxel med god precision och smörjning kan ha c:a 98 %, medan enklare kuggväxlar kan ha c:a 90 % verkningsgrad.
För att reducera ljudet från kuggväxlar och öka anliggningsytan vid kuggingreppen, d.v.s. reducera det specifika yttrycket, utförs ofta kuggväxlar med snedskuren kugg som dock ger axialkrafter på axlarna som måste tas upp i lagringarna eller utbalanseras på annat sätt. 'Kuggväxellådor' i exempelvis fordon utförs i regel med snedskurna kuggar utom för backväxeln.
En fast rak kuggväxel för större belastningar konstrueras i praktiken aldrig med större utväxling än i = c:a 3.5 per utväxlingssteg och konstrueras aldrig med utväxlingen exakt i = 1.0 utan i sådana fall alltid något större eller mindre än 1 för ett enskilt utväxlingssteg, för att förhindra att samma kuggar alltid ska komma i ingrepp, vilket i annat fall kan leda till onormalt slitage. Detta åstadkoms genom att välja något mindre antal kuggar på ena kugghjulet, som lägst 1 kugg mindre.

## Utväxling
Effekten som överförs i en kugghjulsväxel, bortsett från friktionsförluster, beräknas som:
Överförd effekt: M1 · ω1 = M2 · ω2, där M är momenten för resp. kugghjul 1 och 2 och ω är hjulens vinkelhastighet i radianer/sek. ω kan ersättas med varvtalet n där ω = π · n/30.  
Kugghjulsväxelns s.k. utväxling, betecknad i, räknas alltid i den effektöverförande riktningen utifrån hjulens varvtal. Om n1 är det drivande kugghjulets varvtal och n2 är det drivna kugghjulets varvtal, definieras därför utväxlingen som:
Definition: Utväxling: i = n1/n2.
Utväxlingen motsvaras också av kvoten mellan kugghjulens kuggantal z, beräknat som : i = z2/z1
Om utväxlingen är större än 1 roterar det drivande hjulet 1 snabbare än det hjul som drivs medan momentet för hjul 2 samtidigt ökar i proportion till utväxlingen.
Momentet för hjul 2 beräknas som: M2=M1 · i.
Vid två seriekopplade kuggväxlar med utväxlingarna i1 och i2 beräknas den totala utväxling som: itot = i1 · i2

## Andra typer av mekaniska växlar med kugghjul
- Kedjeväxel
- Kuggstång
- Hypoidväxel
- Vinkelväxel/konisk växel
- Remväxel med tandad rem (kuggrem), förutom flatrem eller kilrem.
- Snäckväxel/skruvhjulsväxel
- Differentialväxel
- Planetväxel